# Raimund Baumschlager

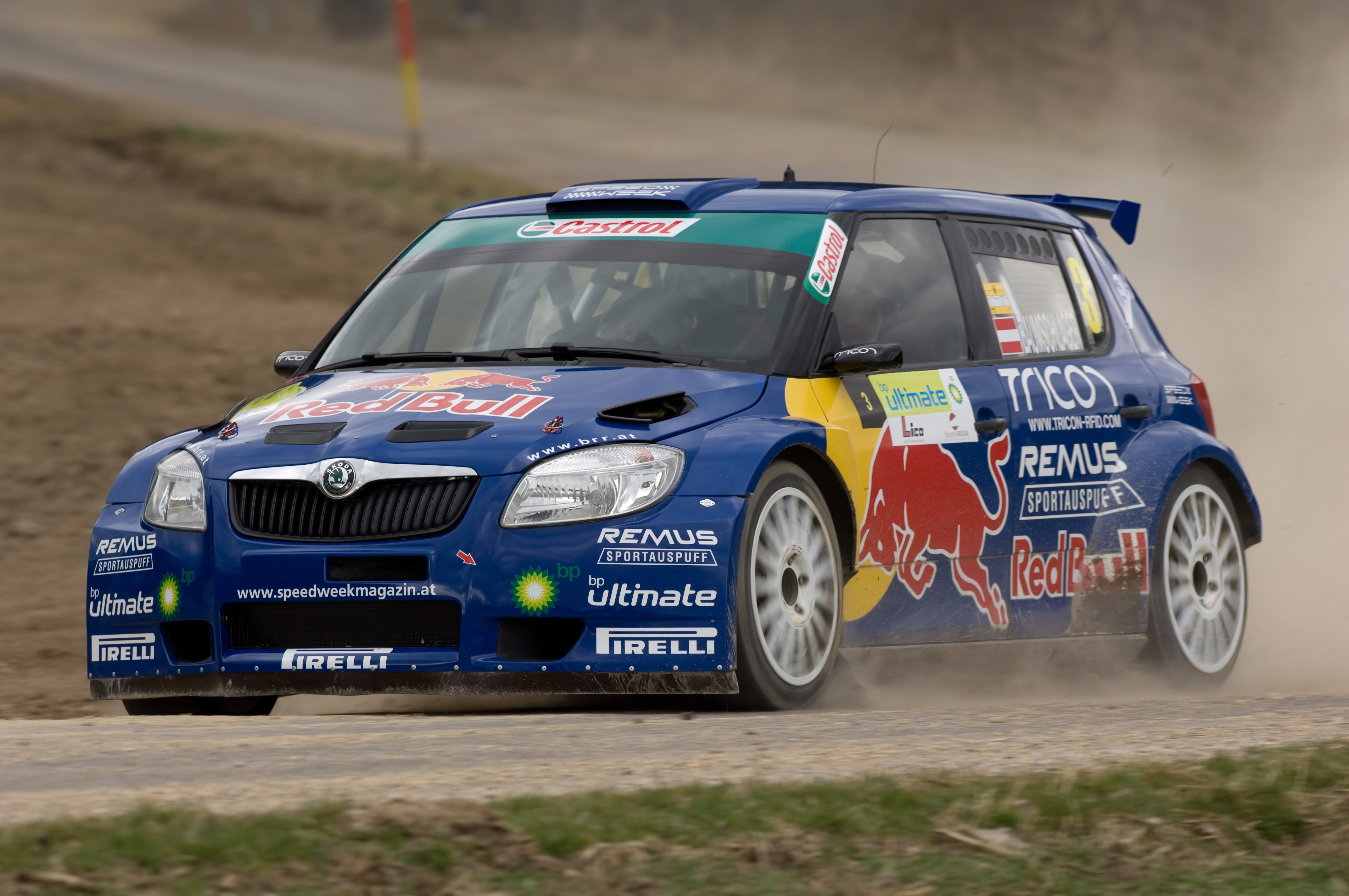
Baumschlager podczas Rajdu Lavanttal w 2009 roku.

Raimund ("Mundl") Baumschlager (ur. 25 listopada 1959 w Rosenau am Hengstpaß) – austriacki kierowca rajdowy, wielokrotny mistrz Austrii. Brał udział w 12 rajdach Mistrzostw Świata. Swoje pierwsze zwycięstwo w karierze wywalczył w 1986 jako kierowca Opla Manty B i400. W swojej karierze jeździł także takimi samochodami jak Ford Focus WRC czy Mitsubishi Lancer. Był także kierowcą fabrycznym Volkswagena.
Baumschlager jest żonaty i ma jedną córkę.

## Największe sukcesy
- 1993, 2003–2010, 2012-2015, 2017 rajdowy Mistrz Austrii